# Хершбергер, Гари
Га́ррисон «Га́ри» Ри́чард Хе́ршбергер (англ. Garrison «Gary» Richard Hershberger; 5 апреля 1964, Пасадина, Калифорния, США) — американский актёр и сценарист.

## Биография
Гаррисон Ричард Хершбергер родился в Пасадине, штат Калифорния. Он вырос в Северном Голливуде, штат Калифорния, а затем переехал в маленький город Сан-Марино со своей матерью Джейн, отцом-адвокатом Ричардом и старшей сестрой Линдой. Обращаясь к творчеству с ранних лет, Гари влюбился в театр, и наметил свой курс дальнейшего образования в средней школе и отправился учиться в Калифорнийский университет в Лос-Анджелесе. Во время учёбы он снялся в студенческой пьесе Шейна Блэка «It Never Rains», и вскоре после этого начал постоянно работать в кино и на телевидении, продолжая учёбу.
Позже Гари стал частью звёздного ансамбля в новаторских сериалах, таких как «Твин Пикс» (роль Майка «Змеи» Нельсона), и позже в двух сезонах «Клиент всегда мёртв» (роль мистера Джиларди).
Гари является членом Академии телевизионных искусств и наук, SAG-AFTRA и Актёрской ассоциации справедливости. Он любит играть в баскетбол и софтбол, а также имеет девятилетний опыт тренерской работы в Малой лиге и на всех уровнях молодёжного баскетбола, в том числе на уровне старшей школы. С 28 сентября 1991 года Гари женат на Хезер Хершбергер, у него четверо детей.

## Избранная фильмография
| Год       |   | Русское название          | Оригинальное название         | Роль                                      |
| --------- | - | ------------------------- | ----------------------------- | ----------------------------------------- |
| 1985      | с | Рыцарь дорог              | Knight Rider                  | Николас Аркетт                            |
| 1987      | ф | Воровка                   | Burglar                       | Молодой офицер                            |
| 1988      | с | Джамп-стрит, 21           | 21 Jump Street                | Майкл МакКартер                           |
| 1989      | ф | Осада базы «Глория»       | The Siege of Firebase Gloria  | Моран                                     |
| 1989      | с | Тренер                    | Coach                         | Картер Фредериксон                        |
| 1989—1991 | с | Твин Пикс                 | Twin Peaks                    | Майк Нельсон                              |
| 1990      | с | Коломбо                   | Columbo                       | Купер Редман                              |
| 1992      | ф | Твин Пикс: Сквозь огонь   | Twin Peaks: Fire Walk with Me | Майк Нельсон                              |
| 1992      | ф | Тихушники                 | Sneakers                      | Марти Бишоп колледжского возраста         |
| 1993—1996 | с | Она написала убийство     | Murder, She Wrote             | Дейв Перрин / Роб МакКензи / Тимоти Флинт |
| 1994      | с | Отступник                 | Renegade                      | Заместитель Морган                        |
| 1998—2000 | с | Военно-юридическая служба | JAG                           | Командир Кроули / Родни Конгер            |
| 1999      | с | Китайский городовой       | Martial Law                   | Генри Риггинс                             |
| 2000      | с | Надежда Чикаго            | Chicago Hope                  | Дэниел О'Коннор                           |
| 2000      | с | Западное крыло            | The West Wing                 | Джерри                                    |
| 2001—2002 | с | Клиент всегда мёртв       | Six Feet Under                | Мэттью Джиларди                           |
| 2005      | с | Одинокие сердца           | The O.C.                      | Том МакГинти                              |
| 2007      | с | Анатомия страсти          | Grey's Anatomy                | Даг                                       |
| 2011      | с | Большая любовь            | Big Love                      | Боб Четни                                 |
| 2012      | с | Отключка                  | Blackout                      | Брэдфорд Лэнгдон                          |
| 2015      | с | Шёпот                     | The Whispers                  | Президент Чип Уинтерс                     |
| 2017      | с | Твин Пикс                 | Twin Peaks                    | Майк Нельсон                              |